# Ollainville (Essonne)
Ollainville település Franciaországban, Essonne megyében. Lakosainak száma 5361 fő (2022. január 1.). Ollainville Marcoussis, Arpajon, Bruyères-le-Châtel, Égly, Linas és Saint-Germain-lès-Arpajon községekkel határos.

## Népesség
A település népességének változása:
| Lakosok száma | 4665 | 4714 | 4795 | 4722 | 4712 | 4759 | 4803 | 5314 | 5361 |
|               | 2013 | 2015 | 2016 | 2017 | 2018 | 2019 | 2020 | 2021 | 2022 |